# Hòa Phú, Hòa Vang
Hòa Phú là một xã thuộc huyện Hòa Vang, thành phố Đà Nẵng, Việt Nam.
Xã Hòa Phú có diện tích 90,05 km², dân số năm 1999 là 3.942 người, mật độ dân số đạt 44 người/km².

## Địa lý
Hòa Phú là một xã miền núi phía tây của huyện Hòa Vang, cách trung tâm thành phố Đà Nẵng khoảng 27 km, diện tích tự nhiên là 9005,1 ha:
- Phía Đông giáp xã Hòa Phong
- Phía Tây giáp xã Ba, huyện Đông Giang, tỉnh Quảng Nam
- Phía Nam giáp xã Hòa Khương
- Phía Bắc giáp xã Hòa Ninh.

## Lịch sử
Xã Hòa Phú được thành lập năm 1981 trên cơ sở một phần diện tích và dân số của xã Hòa Phong.

## Địa hình
Vùng đồng bằng: có diện tích chiếm 5,3% tổng diện tích tự nhiên của xã. Hầu hết diện tích đất trồng cây hằng năm và những cánh đồng lúa nhỏ hẹp có độ cao trung bình so với mực nước biển khoảng 10 - 20m nằm xen kẽ giữa các đồi núi thấp.
Vùng đồi núi thấp: có diện tích chiếm 17,5% tổng diện tích đất tự nhiên của toàn xã. Địa hình chủ yếu đồi núi có độ cao trung bình từ 20 - 40m so với mực nước biển.

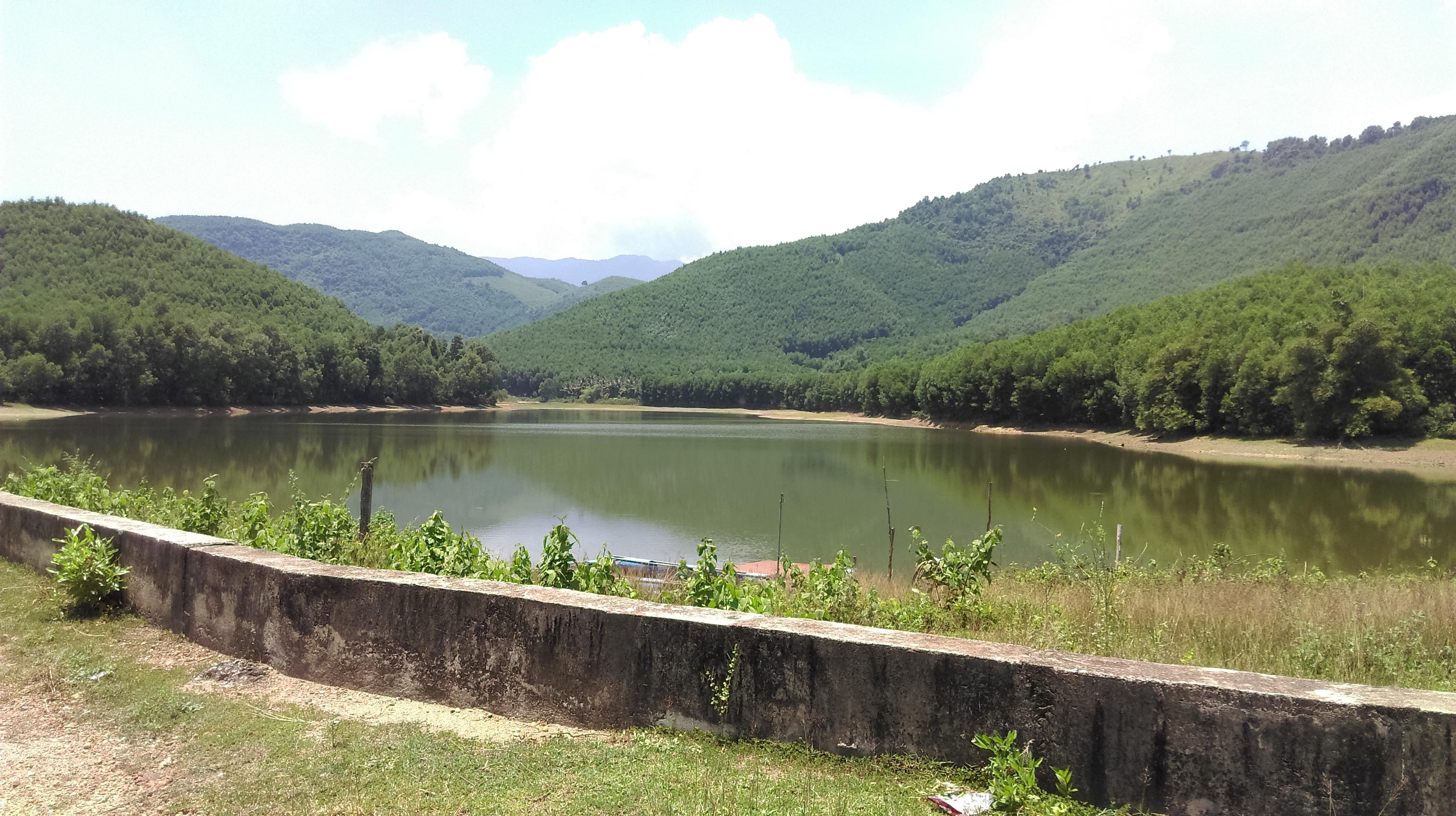
Hồ Đồng Trêu

Vùng núi cao: có diện tích chiếm 77,2% tổng diện tích đất tự nhiên của toàn xã, tập trung nhiều rừng tự nhiên và rừng đầu nguồn có ý nghĩa rất lớn trong việc bảo vệ vùng hạ lưu và môi trường sinh thái cho xã Hòa Phú.

## Dân số - Xã hội
Xã Hòa Phú được thành lập ngày 15 tháng 3 năm 1986 gồm có 10 thôn, trong đó có 1 thôn là đồng bào dân tộc Cơ Tu. Dân số toàn xã là 4.567 người với 1.156 hộ (đồng bào Cơ Tu có 342 người với 102 hộ).

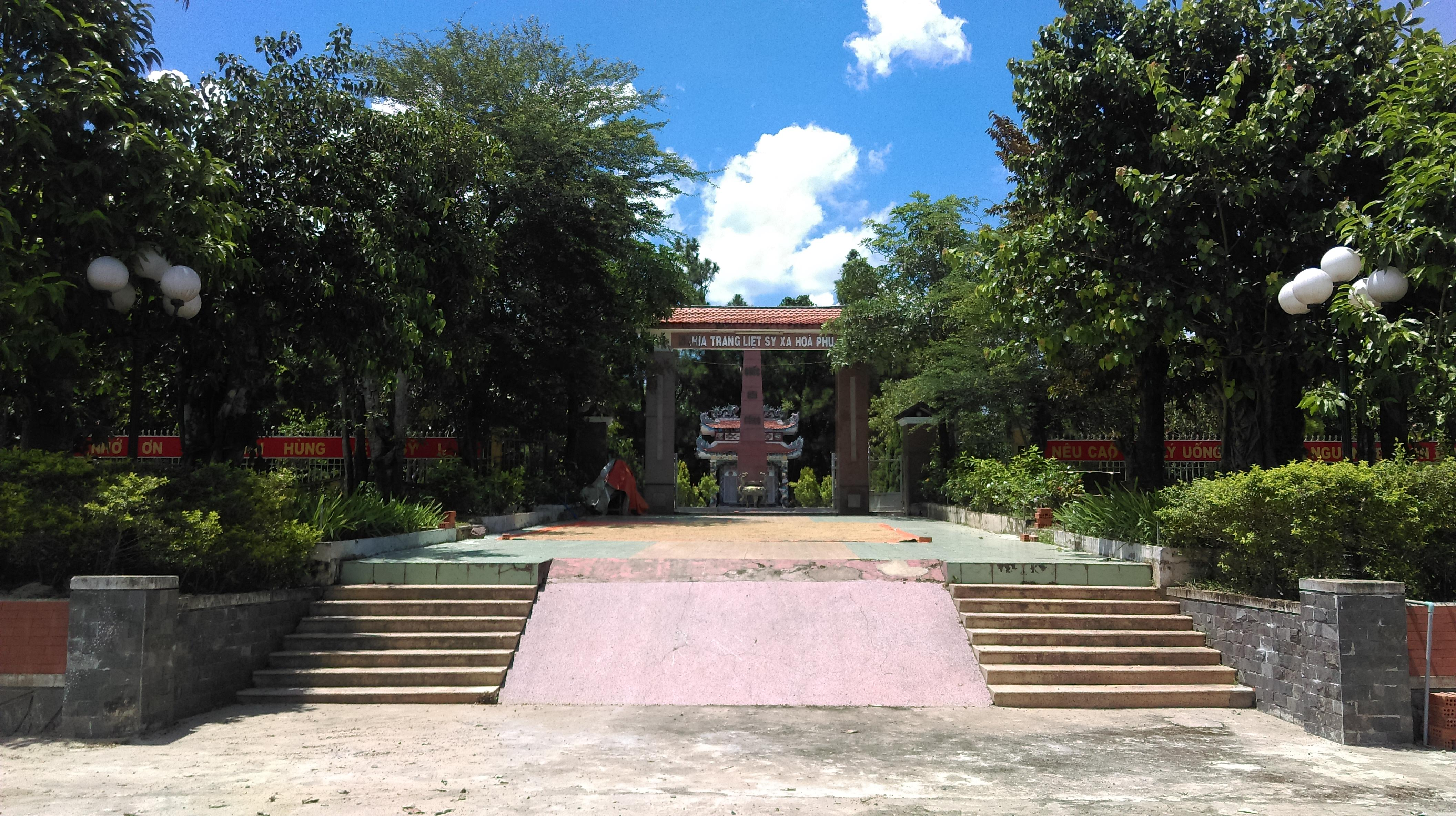
Nghĩa trang Liệt sĩ xã Hòa Phú

Trải qua hơn 30 năm xây dựng và phát triển, đến nay hệ thống hạ tầng kỹ thuật như đường giao thông được bê tông hóa 100%, trạm Y tế đạt chuẩn Quốc gia, 100% hộ dân sử dụng điện lưới quốc gia, trường học đạt chuẩn theo quy định của ngành giáo dục thành phố, thu nhập bình quân đầu người năm 2013 đạt 19,56 triệu đồng/người/năm. Năm 2012 Đảng bộ đạt trong sạch vững mạnh tiêu biểu, Chính quyền hoàn thành xuất sắc nhiệm vụ được UBND Thành phố Đà Nẵng tặng cờ thi đua.
Trong xây dựng nông thôn mới, nhờ tổ chức tốt công tác tuyên truyền năm 2012 vận động nhân dân hiến 275 m² đất ở để làm đường Giao thông nông thôn, năm 2013 vận động nhân dân hiến hơn 5.000 m² đất để mở đường giao thông nội đồng, tình hình an ninh trật tự đảm bảo.

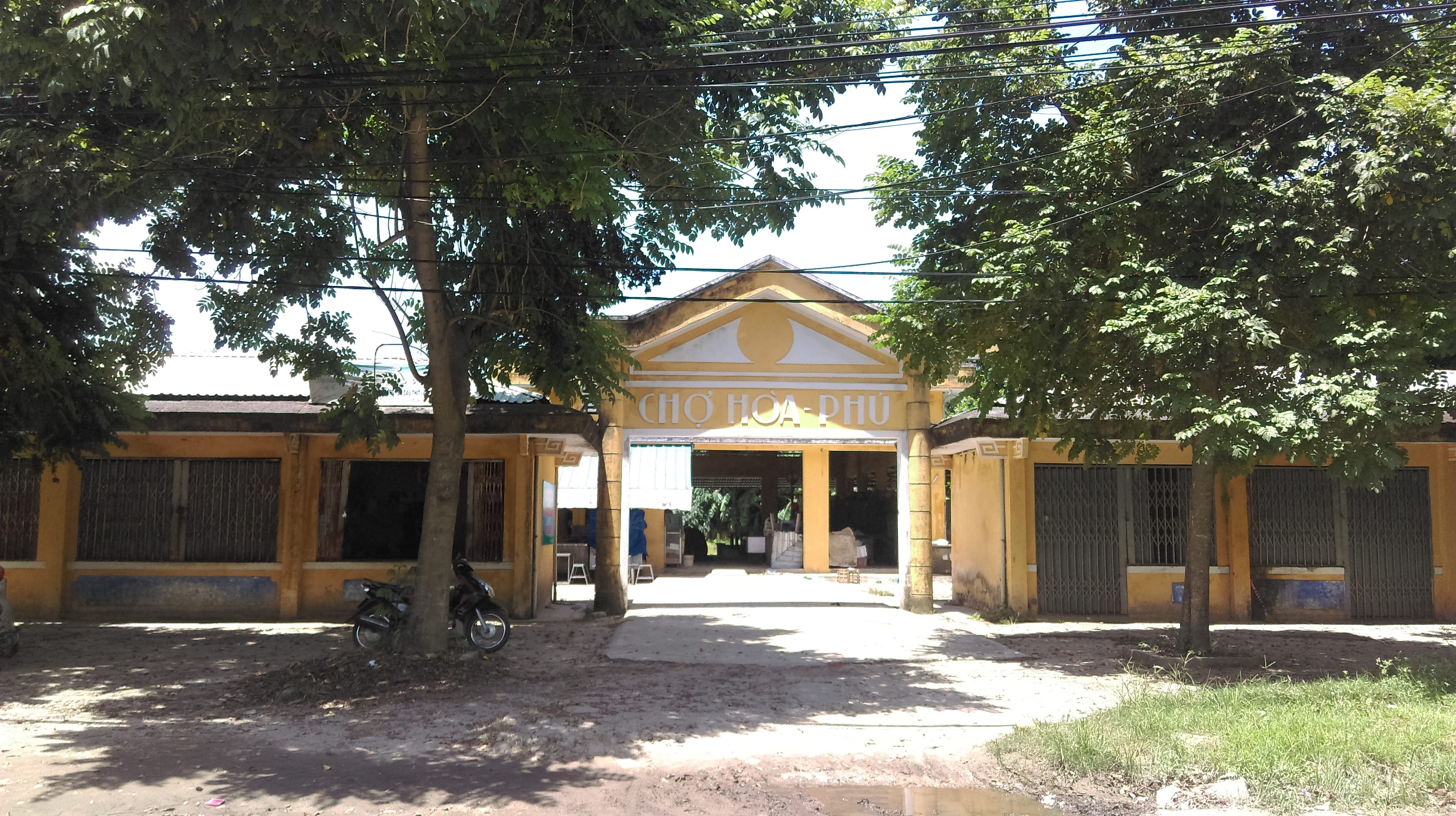
Chợ Hòa Phú